# Neoenergia Brasília
A Neoenergia  Brasília (antiga CEB Distribuição) é uma empresa de distribuição de energia elétrica pertencente à Neoenergia, subsidiária do grupo espanhol Iberdrola. Sua área de concessão abrange todo o Distrito Federal.

## História
A Companhia Energética de Brasília (CEB) foi criada em 16 de dezembro de 1968, oriunda do Departamento de Força e Luz da Novacap.
O ano de 2006 iniciou com a implementação da reestruturação societária da empresa, atendendo a definição da Lei nº 10.848, de 15 de março de 2004, aprovada pela Resolução Autorizativa nº 318/2005 da ANEEL. A CEB passou à condição de holding, sendo criada a CEB Distribuição S.A. (CEB-D). Assim, as atividades de geração e transmissão foram separadas da área de distribuição.

### Privatização
No ano de 2020, o Governo do Distrito Federal iniciou o processo de privatização da CEB-D. A empresa, no mesmo ano, foi arrematada em leilão na B3 pela Neoenergia pelo valor de R$2,5 bilhões. Em março de 2021, a CEB-D passou a fazer parte do grupo que atualmente distribui energia para os estados de São Paulo, Mato Grosso do Sul, Bahia, Pernambuco e Rio Grande do Norte. Em abril de 2021, a Neoenergia optou por renomear a empresa para Neoenergia Distribuição Brasília.

## Atualmente
A Neoenergia  Brasília (antiga CEB-D) é a principal distribuidora energética de Brasília, com mais de 1 milhão de unidades consumidoras e atende a 3,3 milhões de pessoas. É a terceira maior distribuidora de energia elétrica do Centro-Oeste, de acordo com o ranking da Agência Nacional de Energia Elétrica (Aneel).  